# Desec

 Десек (Desec Ltd.) — фінська компанія, що спеціалізується на розробці і виробництві залізничних машин для поточного утримання і ремонту залізничних колій.

## Історія
Компанія заснована в 1990 році. З 1993 року компанія постачає на залізниці Західної та Східної Європи Колієукладальні машини типу TL 50 і TL 70. В 1998 році продукція компанії поставлялася в Іспанію для приватних підрядників. В 1999 року Колієукладальний кран використовували при відновленні зруйнованих в ході військових дій залізниць Боснії і Герцеговини. Державні залізниці Іспанії в 2000 року уклали з Desec контракт на поставку колієукладальної техніки. За умовами контракту передбачається навчання місцевого персоналу та післяпродажне технічне обслуговування техніки.

## Продукція

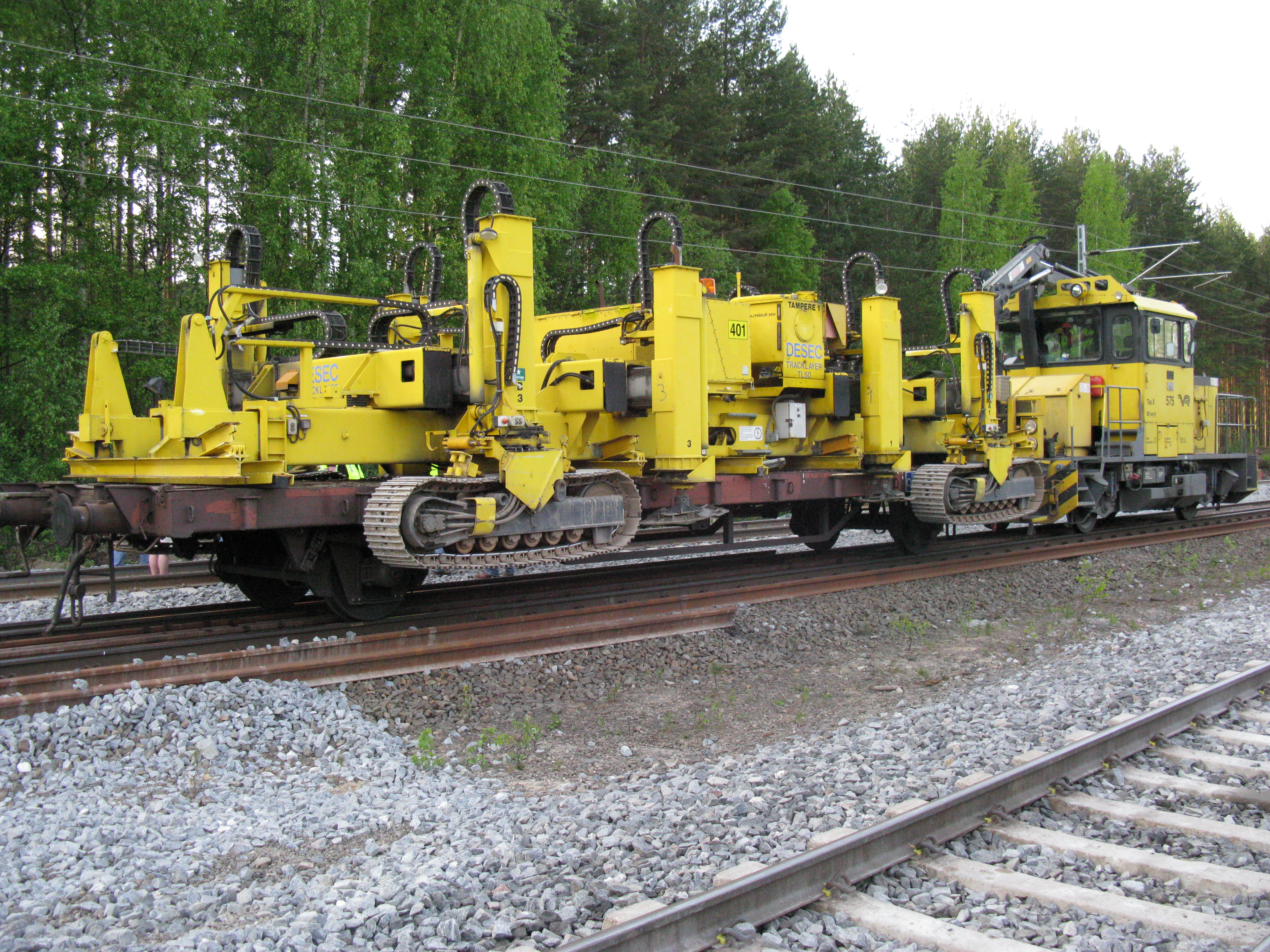
Колієукладальний кран Desec TL50

Станом на 2010 рік компанія розробляє і виробляє наступну продукцію:
- Колієукладальний кран
- залізничні крани
- Захвати для шпал
- Візки
- залізничні платформи для транспортування стрілочних переводів